# 藥師佛
藥師佛（羅馬化：Bhaiṣajyaguru），《藥師琉璃光如來本願功德經》及《佛說灌頂拔除過罪生死得度經》翻譯全名作藥師琉璃光佛或藥師琉璃光如來，有些經典稱梵文直譯為藥師琉璃光王佛（或如來）（羅馬化：Bhaiṣajyaguruvaiḍūryaprabharāja）（鞞殺社  窶嚕  薜琉璃  鉢喇婆  喝囉闍也），其中的“王”字對應於梵文“拉者→囉闍(rājā)”，但譯經與稱名多省略；“琉”與“瑠”、“璃”與“瓈”等字皆有用例。汉地常稱之消災延壽藥師佛、藥師消災延壽大醫藥王如來。經中記載，藥師佛全身透徹、身藍色如琉璃，清淨無染發出光芒照度三有之黑闇、遍及大千世界，故以“琉璃光”爲功德名號；其成就和主管的淨琉璃世界亦處處是琉璃淨光。藥師佛的「藥」其中之一意思是醫人心、離輪迴。藥師佛曾發十二大願，願為眾生解除因內心無明所引起的肉身痛苦與精神痛苦。
在淨琉璃世界，日光遍照菩薩和月光遍照菩薩是藥師佛的兩大脅侍，待藥師佛佛滅後，二菩薩次補佛位，佛教尊稱藥師佛、日光和月光二大菩薩為東方三聖。亦有寺廟以藥王、藥上二大菩薩為藥師如來的左右脅侍，以示施藥度盡苦難眾生之意。或有寺廟以延命普賢、延命地藏二大菩薩為藥師如來的左右脅侍，以示幫助眾生延壽之意。
淨土概念中，娑婆世界以東另有一佛國曰「妙喜世界」，佛號阿閦佛（不動如來），其佛身色亦為藍色，但非透明。日本佛教部分派別的傳承中，有將藥師如來視為阿閦如來化身：就如同藏傳佛教有阿彌陀佛化身的長壽佛（無量壽決定光明王如來）一樣。在漢傳佛教中，將娑婆世界本師釋迦牟尼佛、東方淨琉璃世界藥師佛與西方極樂世界阿彌陀佛合稱“橫三世佛”及“三寶佛”。修持藥師佛法門可往生淨土，故藥師佛信仰和阿閦佛、阿彌陀佛乃至當來下生彌勒佛都算“淨土法門”。
七佛藥師法為日本台密四大法之一。以藥師如來為本尊，修息災等法，則稱為藥師法。藥師法儀軌與七佛藥師法相同。其三昧耶形為藥壺。
在日本神道教神佛習合觀念中，牛頭天王（素盞鳴尊）為藥師如來的權現。

## 塑化形象
1. 漢傳佛教一般流傳的形像為螺髮形，左手持藥壺，右手結施無畏印（或與願印）。
2. 唐朝時期所盛行的藥師如來造像為一手執錫杖，一手拿藥缽。
3. 據藥師琉璃光王七佛本願功德念誦儀軌供養法載，藥師佛之形像是左手執持藥器（或無價珠），右手結三界印，著袈裟，結跏趺坐於蓮花臺，臺下有十二神將。
4. 漢傳佛教寺院、民間廟宇所供三寶佛中，通常三尊佛俱為坐姿，藥師佛手持缽、卒塔婆、不死甘露瓶或楊柳枝等；都是消災延壽的意思。釋迦牟尼佛結禪定印或捧摩尼寶珠，阿彌陀佛手捧蓮花。但是也有藥師佛拿持摩尼寶珠的法相，如：佛光山寺大雄寶殿三寶佛中的藥師佛就是右手正定印，持摩尼寶珠，左手與願印，象徵「所求願滿」之意。
5. 藏傳佛教一般流傳的形象為藥師佛全身藍色相好莊嚴，左手持缽盛滿甘露，右手持訶梨勒果（訶子藥）。

### 訶梨勒（訶子）
藥師佛右手所持的訶梨勒，或作訶黎勒、訶梨怛鷄、訶梨憺雞，梵語：Harītaki、藏語：Arura（阿嚕喇、阿如拉），後趙時為了避諱石勒的名諱，改稱訶子，另外也稱藏青果、隨風子、訶梨勒果、訶子藥。
《金光明最勝王經》曰：「訶梨勒一種，具足有六味；能除一切病，無忌藥中王。」
《南海寄歸傳》云：「訶棃勒，若能每日咽一顆，則終身無病。」
《一切經音義》云：「訶梨怛雞，舊言『呵梨勒』，翻為『天主持來』。此果堪為藥分，功用極多，如此土人參、石斛等也。」
《阿毗達磨婆沙論》云：「若能以一訶梨怛鷄，起殷淨心，奉施僧眾，於當來世，決定不逢疾疫災起。」
在西藏醫學中，認為訶梨勒（訶子），味澀，辛而苦，功能治邪魔及眼疾，是金剛乘甘露法藥之基本藥材。訶梨勒（訶子）共分5種：（1）尊勝訶梨勒（2）無畏訶梨勒（3）肥訶梨勒（4）補養訶梨勒（5）乾溝訶梨勒。尊勝訶梨勒是賢劫千佛中每尊佛出現時才會應時長出，極為殊勝難遇，其他四種訶梨勒都是藥用訶梨勒。
在漢醫學中，認為訶梨勒（訶子）的性味是: 苦、酸、澀，平。歸經是：歸肺、大腸經。 功效是:澀腸止瀉，斂肺止咳，利咽開音。 《新修本草》說：「治痰嗽咽喉不利，含三數枚殊勝。」，《本草衍義補遺》說：「實大腸，斂肺降火。」《本草備要》說：「澀腸斂肺瀉氣。」

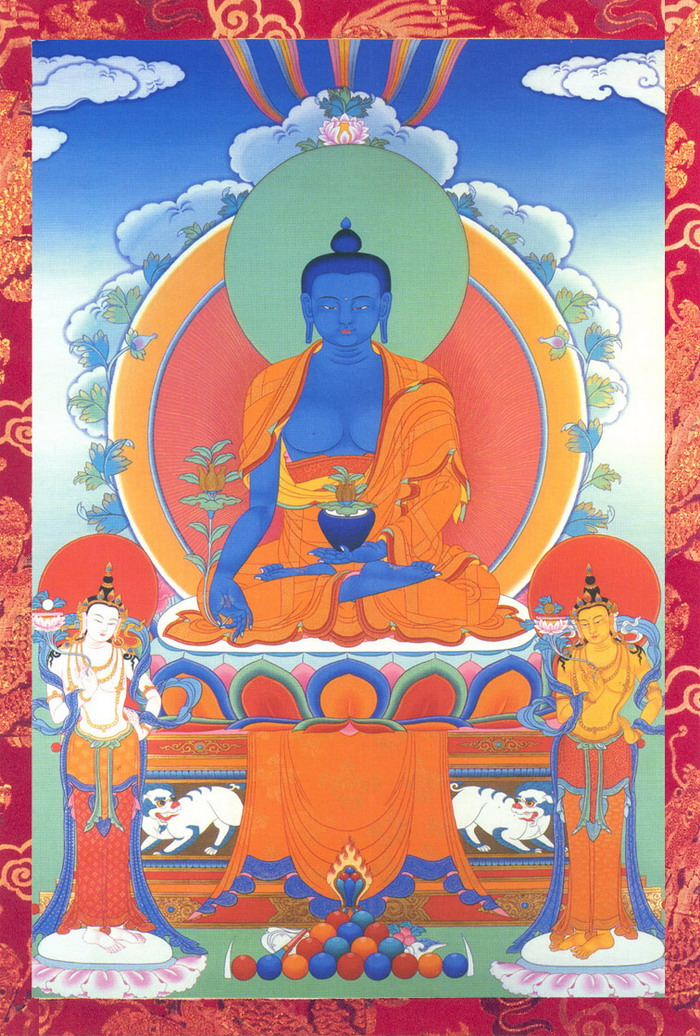
藥師佛手持的訶梨勒

## 藥師佛十二大願
藥師琉璃光佛十二大願根據不同經典，而有不同的翻譯版本。

### 《藥師琉璃光如來本願功德經》
根據玄奘大師所譯的《藥師琉璃光如來本願功德經》記載，藥師佛在因地修行菩薩道時，曾發十二大願：
愿我来世得阿耨多罗三藐三菩提时：
1. 第一大愿：自身光明炽然，照耀无量无数无边世界，以三十二大丈夫相、八十随形，庄严其身；令一切有情，如我无异。
2. 第二大愿：身如琉璃，内外明彻，净无瑕秽，光明广大，功德巍巍，身善安住，焰网庄严过于日月；幽冥众生，悉蒙开晓，随意所趣，作诸事业。
3. 第三大愿：以无量无边智慧方便，令诸有情，皆得无尽所受用物，莫令众生有所乏少。
4. 第四大愿：若诸有情，行邪道者，悉令安住菩提道中；若行声闻、独觉乘者，皆以大乘而安立之。
5. 第五大愿：若有无量无边有情，于我法中修行梵行，一切皆令得不缺戒，具三聚戒。设有毁犯，闻我名已，还得清净，不堕恶趣。
6. 第六大愿：若诸有情，其身下劣，诸根不具，丑陋顽愚，盲聋喑哑，挛躄背偻，白癞癫狂，种种病苦。闻我名已，一切皆得端正黠慧，诸根完具，无诸疾苦。
7. 第七大愿：若诸有情，众病逼切，无救无归，无医无药，无亲无家，贫穷多苦。我之名号一经其耳，众病悉除，身心安乐，家属、资具悉皆丰足，乃至证得无上菩提。
8. 第八大愿：若有女人，为女百恶之所逼恼，极生厌离，愿舍女身。闻我名已，一切皆得转女成男，具丈夫相，乃至证得无上菩提。
9. 第九大愿：令诸有情，出魔罥网，解脱一切外道缠缚。若堕种种恶见稠林，皆当引摄置于正见，渐令修习诸菩萨行，速证无上正等菩提。
10. 第十大愿：若诸有情，王法所加，绳缚鞭挞，繫闭牢狱，或当刑戮，及餘无量灾难凌辱，悲愁煎逼，身心受苦。若闻我名，以我福德威神力故，皆得解脱一切忧苦。
11. 第十一大愿：若诸有情，饥渴所恼，为求食故，造诸恶业。得闻我名，专念受持，我当先以上妙饮食饱足其身，后以法味毕竟安乐而建立之。
12. 第十二大愿：若诸有情，贫无衣服，蚊虻寒热，昼夜逼恼。若闻我名，专念受持，如其所好，即得种种上妙衣服，亦得一切宝庄严具、华鬘、涂香、鼓乐、众伎，随心所玩，皆令满足。

### 《佛說灌頂拔除過罪生死得度經》

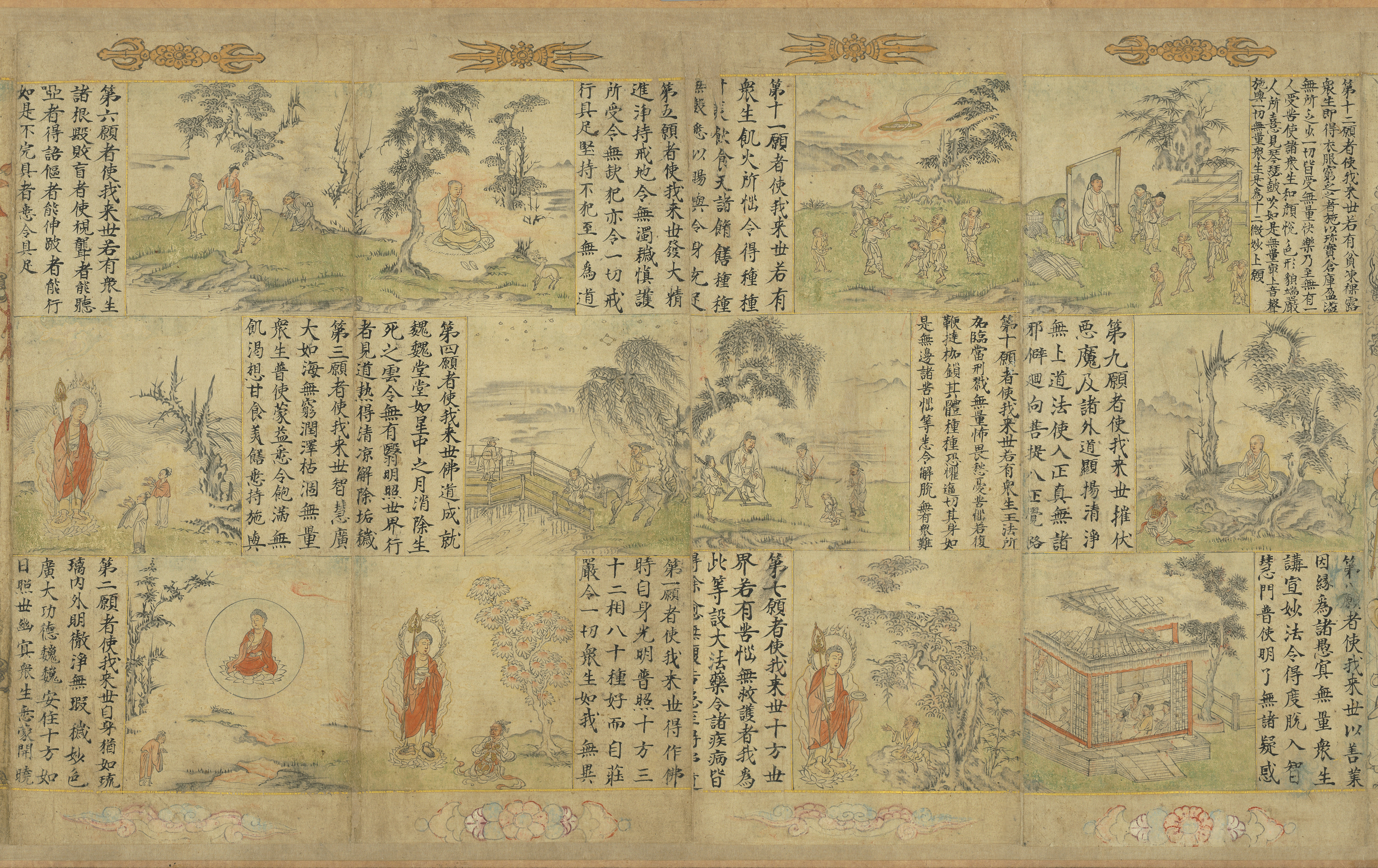
药师佛十二大愿

根據帛尸梨蜜多羅大師所譯的《佛說灌頂拔除過罪生死得度經》記載，藥師佛在因地修行菩薩道時，曾發十二上願：
1. 第一上願：使我來世得作佛時，自身光明普照十方世界，三十二相、八十種好而自莊嚴，令一切眾生如我無異。
2. 第二上願：使我來世得作佛時，自身猶如琉璃，內外明徹，淨無瑕穢，妙色廣大，功德巍巍，安住十方，如日照世，幽冥眾生，悉蒙開曉。
3. 第三上願：使我來世得作佛時，智慧廣大如海無窮，潤澤枯涸無量眾生，普使蒙益，悉令飽滿無飢渴想，甘食美饍悉持施與。
4. 第四上願：使我來世得作佛時，佛道成就，巍巍堂堂如星中之月，消除生死之雲令無有翳，明照世界，行者見道熱得清涼，解除垢穢，棄捨聲聞緣覺乘。
5. 第五上願：使我來世得作佛時，發大精進，淨持戒地令無濁穢，慎護所受令無缺犯，亦令一切戒行具足，堅持不犯至無為道。
6. 第六上願：使我來世得作佛時，若有眾生諸根毀敗，盲者使視，聾者能聽，啞者得語，軁者能申，跛者能行，如是不完具者，悉令具足。
7. 第七上願：使我來世得作佛時，十方世界，若有苦惱無救護者，我為此等攝大法藥，令諸疾病皆得除癒，無復苦患至得佛道。
8. 第八上願：使我來世得作佛時，以善業因緣，為諸愚冥無量眾生講宣妙法，令得度脫入智慧門，普使明了無諸疑惑。
9. 第九上願：使我來世得作佛時，摧伏惡魔及諸外道，顯揚清淨無上道法，使入正真無諸邪僻，迴向菩提八正覺路。
10. 第十上願：使我來世得作佛時，若有眾生王法所加臨當刑戮，無量怖畏愁憂苦惱，若復鞭撻枷鎖其體，種種恐懼逼切其身，如是無量諸苦惱等悉令解脫，無有眾難。
11. 第十一上願：使我來世得作佛時，若有眾生飢火所惱，令得種種甘美飲食、天諸餚饍，種種無數悉以賜與，令身充足。
12. 第十二上願：使我來世得作佛時，若有貧凍裸露眾生即得衣服，窮乏之者施以珍寶，倉庫盈溢無所乏少，一切皆受無量快樂，乃至無有一人受苦。使諸眾生和顏悅色、形貌端嚴誒、人所憙見，琴瑟鼓吹如是無量最上音聲，施與一切無量眾生。

## 淨琉璃世界
淨琉璃（梵語：Vaidūryanirbhāsā）。琉璃亦翻作瑠璃，爲一種具有玻璃質表面的燒制玉石。琉璃是梵語薜琉璃（Vaidūrya）之略稱，它是印度的一種天然的青色寶石，可放出淨光，為佛家七寶之一。因藥師佛功德圓滿，成就佛道，故通身透明、亮潔，如同琉璃一般乾淨無染，祂的佛國亦是如此，故稱淨琉璃世界。《药师琉璃光如来本愿功德经》中说：“東方去此，過十恆河沙等佛土，有世界名淨琉璃，佛號藥師琉璃光如來、應正等覺、明行圓滿、善逝、世間解、無上士、調御丈夫、天人師、佛、世尊。”藥師琉璃光如來的清净琉璃光明熾燃，成就世間光明與出世間光明。釋迦牟尼佛鼓勵有信心的眾生往生到藥師佛的淨琉璃淨土去，經文載「諸有信心善男子、善女人，應當願生彼佛世界」。
經文載釋迦牟尼佛告曼殊室利菩薩言：「若有所求，志心念誦，皆得如是無病延年；命終之後，生彼世界，得不退轉，乃至菩提。是故曼殊室利！若有男子、女人，於彼藥師琉璃光如來，至心殷重，恭敬供養者，常持此咒，勿令廢忘。」隋天竺三藏達摩笈多譯《佛說藥師如來本願經》及玄奘大師所譯的《藥師琉璃光如來本願功德經》中，亦說明：「若有四眾：苾芻、苾芻尼、鄔波索迦、鄔波斯迦，及餘淨信善男子、善女人等，有能受持八分齋戒，或經一年、或復三月受持學處“若欲往生西方極樂世界阿彌陀如來所者，由得聞彼世尊藥師琉璃光如來名號故，於命終時，有八菩薩乘空而來，示其道徑，即於彼界，種種異色波頭摩華中自然化生”。」

## 藥師七佛

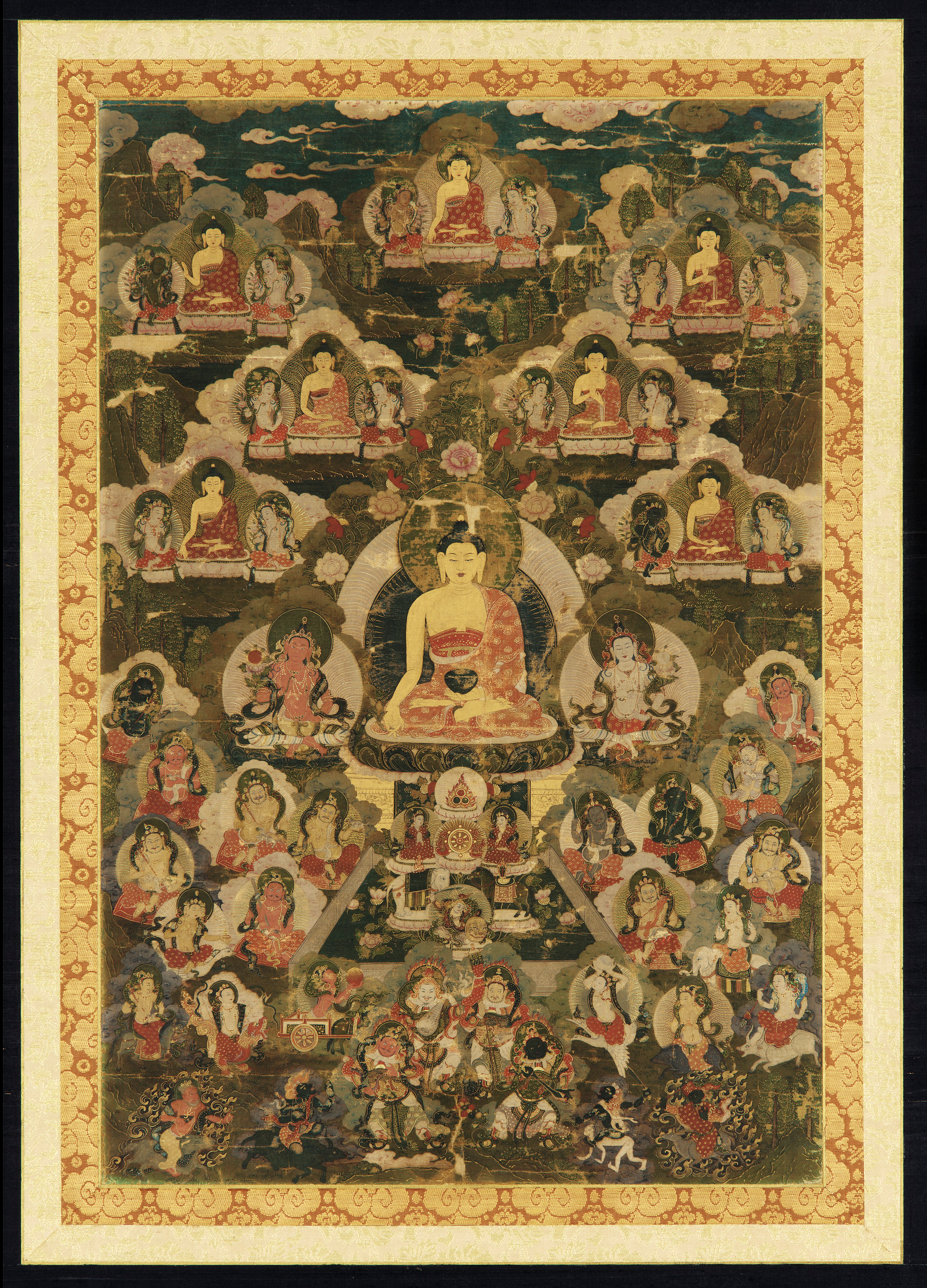
藥師七佛與釋迦佛

依唐代義淨法師譯《藥師琉璃光七佛本願功德經》載，東方不僅有淨琉璃世界藥師佛，還有另外六佛亦各自發下大願，爲眾生說無病延壽之法，擁護藥師佛。故稱之爲藥師七佛。此六佛與藥師琉璃光如來共稱藥師七佛。在藏密看來，若前面再加上釋迦牟尼佛，則稱為藥師八佛。

### 善名稱吉祥王如來
- 第一大願。願我來世得無上菩提時。若有眾生。為諸病苦逼切其身。熱病諸瘧蠱道厭魅起屍鬼等之所惱害。若能至心稱我名者。由是力故所有病苦悉皆消滅。乃至證得無上菩提
- 第二大願。願我來世得菩提時。若有眾生。盲聾瘖瘂白癩瘨狂眾病所困。若能至心稱我名者。由是力故。諸根具足眾病消滅。乃至菩提
- 第三大願。願我來世得菩提時。若有眾生。為貪瞋癡之所纏逼。造無間罪及諸惡行。誹謗正法不修眾善。當墮地獄受諸苦痛。若能至心稱我名者。由是力故令無間罪及諸業障悉皆消滅。無有眾生墮惡趣者常受人天殊勝安樂。乃至菩提
- 第四大願。願我來世得菩提時。若有眾生。少乏衣食瓔珞臥具財貨珍寶香花伎樂。若能至心稱我名者。由是力故所乏資生皆得充足。乃至菩提
- 第五大願。願我來世得菩提時。若有眾生。或被枷鎖繫縛其身。及以鞭撻受諸苦惱。若能至心稱我名者。由是力故所有苦楚。皆得解脫。乃至菩提
- 第六大願。願我來世得菩提時。若有眾生。於險難處為諸惡獸熊羆師子虎豹豺狼蚖蛇蝮蠍之所侵惱。欲斷其命發聲大叫受大苦時。若能至心稱我名者。由是力故所有恐怖皆得解脫。諸惡獸等悉起慈心。常得安樂。乃至菩提
- 第七大願。願我來世得菩提時。若有眾生。鬪諍言訟因生憂惱。若能至心稱我名者。由是力故鬪訟解散慈心相向。乃至菩提
- 第八大願。願我來世得菩提時。若有眾生。入於江海遭大惡風吹其船舫無有洲渚而作歸依極生憂怖。若能至心稱我名者。由是力故皆得隨心至安隱處受諸快樂。乃至菩提。

### 寶月智嚴光音自在王如來
- 第一大願。願我來世得菩提時。若有眾生為營農業及商賈事。諸心擾亂廢修菩提殊勝善法。於生死中不能慧離。學備受無邊苦惱。若能至心稱我名者，由是力故華服善食資生之具金銀珍寶隨願充足。所有善根皆得增長。亦不捨離菩提之心。諸惡道苦咸蒙解脫。乃至菩提。
- 第二大願。願我來世得菩提時。於十方世界所有眾生。若為寒熱飢渴逼身遭受苦惱。暫聞我名或口復稱念。由是力故先世罪業悉皆消滅。捨諸苦惱受人天樂。乃至菩提。
- 第三大願。願我來世得菩提時。於十方世界若有女子。貪淫煩惱常覆其心。相續妊娠極可厭惡。臨當產時遭受苦惱。暫聞我名或口復稱念。由是力故眾苦皆除。捨此身已常為男子。乃至菩提。
- 第四大願。願我來世得菩提時。若有眾生。或與父母兄弟姊妹妻子眷屬及諸親友行經險處。為賊所侵受諸苦惱。暫聞我名或口復稱念。由是力故解脫眾難。乃至菩提。
- 第五大願。願我來世得菩提時。若有眾生行於闇夜造諸惡業。被惡鬼神所惱亂極生憂苦。若能至心稱我名者。由是力故由闇遇明。覺佛善興慈悲意。乃至菩提。
- 第六大願。願我來世得菩提時。若有眾生。行鄙惡事不信三寶智光未開不修善法。根力覺道念定總持皆不修習。若能至心稱我名者。由是力故智慧漸悟。三十七品悉皆聞道達通。深信三寶。乃至菩提。
- 第七大願。願我來世得菩提時。若有眾生。意樂擇於二乘道修行而住。曲解無上勝妙菩提。若能至心稱我名者。喜見於無上覺。得捨二乘轉進大乘勝境。乃至菩提。
- 第八大願。願我來世得菩提時。若有眾生。受彼前世所造惡業。因斯眾苦無所歸依。見劫將臨憫生憂怖苦惱悲泣。若能至心稱我名者。所有憂苦悉皆消滅。常修清涼蓮華化生善法。從此覺樂受命於我佛土。乃至菩提。

### 金色寶光妙行成就如來
- 第一大願。願我來世得菩提時。若有眾生。造作種種屠害之業斷諸生命。由斯惡業受地獄苦。設得為人短壽多病。或遭水火刀毒所傷當受死苦。若聞我名至心稱念。由是力故。所有惡業悉皆消滅。無病長壽不遭橫死。乃至菩提
- 第二大願。願我來世得菩提時。若有眾生。作諸惡業盜他財物。當墮惡趣。設得為人生貧窮家。乏少衣食常受諸苦。若聞我名至心稱念。由是力故所有惡業悉皆消滅。衣服飲食無所乏少。乃至菩提
- 第三大願。願我來世得菩提時。若有眾生更相凌慢共為讐隙。若聞我名至心稱念。由是力故各起慈心猶如父母乃至菩提
- 第四大願。願我來世得菩提時。若有眾生貪欲瞋恚愚癡所纏。若出家在家男女七眾。毀犯如來所制學處造諸惡業。當墮地獄受諸苦報。若聞我名至心稱念。由是力故所有惡業悉皆消滅。斷諸煩惱敬奉尸羅。於身語心善能防護。永不退轉乃至菩提

### 無憂最勝吉祥如來
- 第一大願。願我來世得菩提時。若有眾生。常為憂苦之所纏逼。若聞我名至心稱念。由是力故所有憂悲及諸苦惱悉皆消滅。長壽安隱。乃至菩提
- 第二大願。願我來世得菩提時。若有眾生。造諸惡業生在無間黑闇之處。大地獄中受諸苦惱。由彼前身聞我名字。我於爾時身出光明照受苦者。由是力故彼見光時。所有業障悉皆消滅。解脫眾苦生人天中。隨意受樂乃至菩提
- 第三大願。願我來世得菩提時。若有眾生。造諸惡業殺盜邪婬。於其現身受刀杖苦當墮惡趣。設得人身短壽多病。生貧賤家衣服飲食悉皆乏少。常受寒熱飢渴等苦身無光色。所感眷屬皆不賢良。若聞我名至心稱念。由是力故隨所願求。飲食衣服悉皆充足。如彼諸天身光可愛。得善眷屬乃至菩提
- 第四大願。願我來世得菩提時。若有眾生。常為藥叉諸惡鬼神之所嬈亂。奪其精氣受諸苦惱。若聞我名至心稱念。由是力故。諸藥叉等悉皆退散各起慈心。解脫眾苦乃至菩提

### 法海雷音如來
- 第一大願。願我來世得菩提時。若有眾生生邪見家。於佛法僧不生淨信。遠離無上菩提之心。若聞我名至心稱念。由是力故。無明邪慧日夜消滅。於三寶所深生正信。不復退轉乃至菩提
- 第二大願。願我來世得菩提時。若有眾生。生在邊地。由近惡友造眾罪業不修善品。三寶名字曾不經耳。命終之後墮三惡趣。彼諸眾生暫聞我名者。由是力故。業障消除遇善知識不墮惡趣。乃至菩提
- 第三大願。願我來世得菩提時。若有眾生。衣服飲食臥具醫藥資生所須悉皆乏少。由此因緣生大憂苦。為求覓故造眾惡業。若聞我名至心稱念。由是力故。有所乏少隨念皆得。乃至菩提
- 第四大願。願我來世得菩提時。若有眾生。由先惡業。共相鬪諍作不饒益。弓箭刀杖互為傷損。若聞我名至心稱念。由是力故各起慈心不相損害。不善之念尚自不生。況於前人欲斷其命。常行喜捨乃至菩提

### 法海勝慧遊戲神通如來
- 第一大願。願我來世得菩提時。若有眾生造眾惡業。種植耕耘損諸生命。或復興易欺誑他人。戰陣兵戈常為殺害。若聞我名至心稱念。由是力故。資生之具不假營求隨心滿足。常修眾善。乃至菩提
- 第二大願。願我來世得菩提時。若有眾生造十惡業殺生等罪。由此因緣當墮地獄。若聞我名至心稱念。於十善道皆得成就不墮惡趣。乃至菩提
- 第三大願。願我來世得菩提時。若有眾生不得自在。繫屬於他。或被禁繫杻械枷鎖鞭杖苦楚乃至極刑。若聞我名至心稱念。由是力故。所有厄難皆得解脫乃至菩提
- 第四大願。願我來世得菩提時。若有眾生。造眾惡業不信三寶。隨虛妄見棄背正理愛樂邪徒。謗毀佛經言非聖說。外道典籍恭敬受持。自作教人俱生迷惑。當墮地獄無有出期。設得為人生八難處。遠離正道盲無慧目。如是之人若聞我名至心稱念。由是力故。臨命終時正念現前解脫眾難。常生中國受勝妙樂。乃至菩提

## 三寶佛

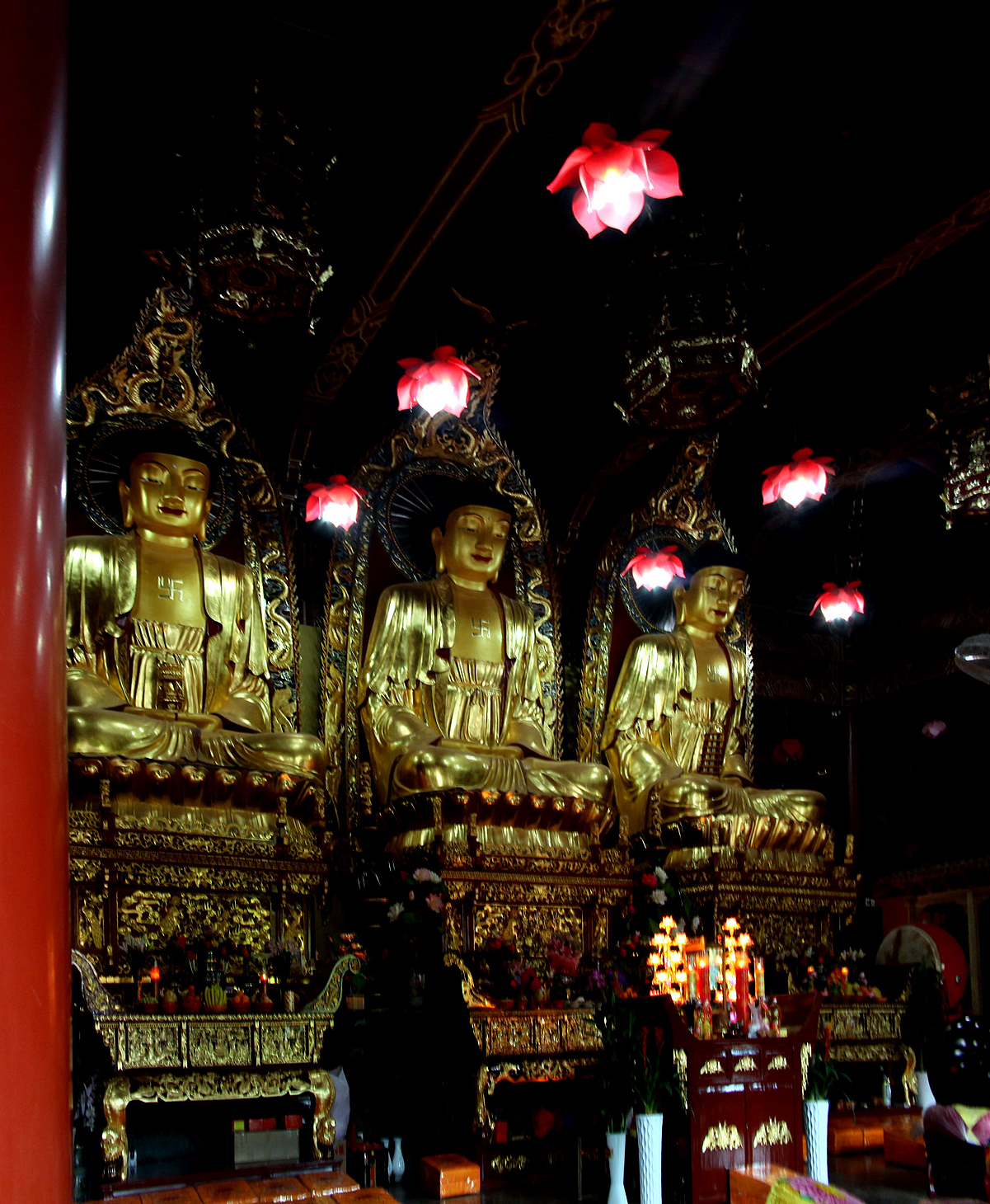
三寶佛

華人民間信仰將藥師佛与释迦牟尼佛、阿弥陀佛稱为「三寶佛」，但正信佛教中並無此稱呼，而是称橫三世佛。在佛教內，東方藥師佛與西方阿彌陀佛被視為解決眾生生死問題之兩大並行佛陀，中央釋迦牟尼佛。藥師佛法門除同樣鼓勵命終往生淨土外，還著重強調可蒙藥師佛願力加被，以求現生即得安樂利益，增福延壽，消災免難，清除修行路上重重障礙

## 八大菩萨

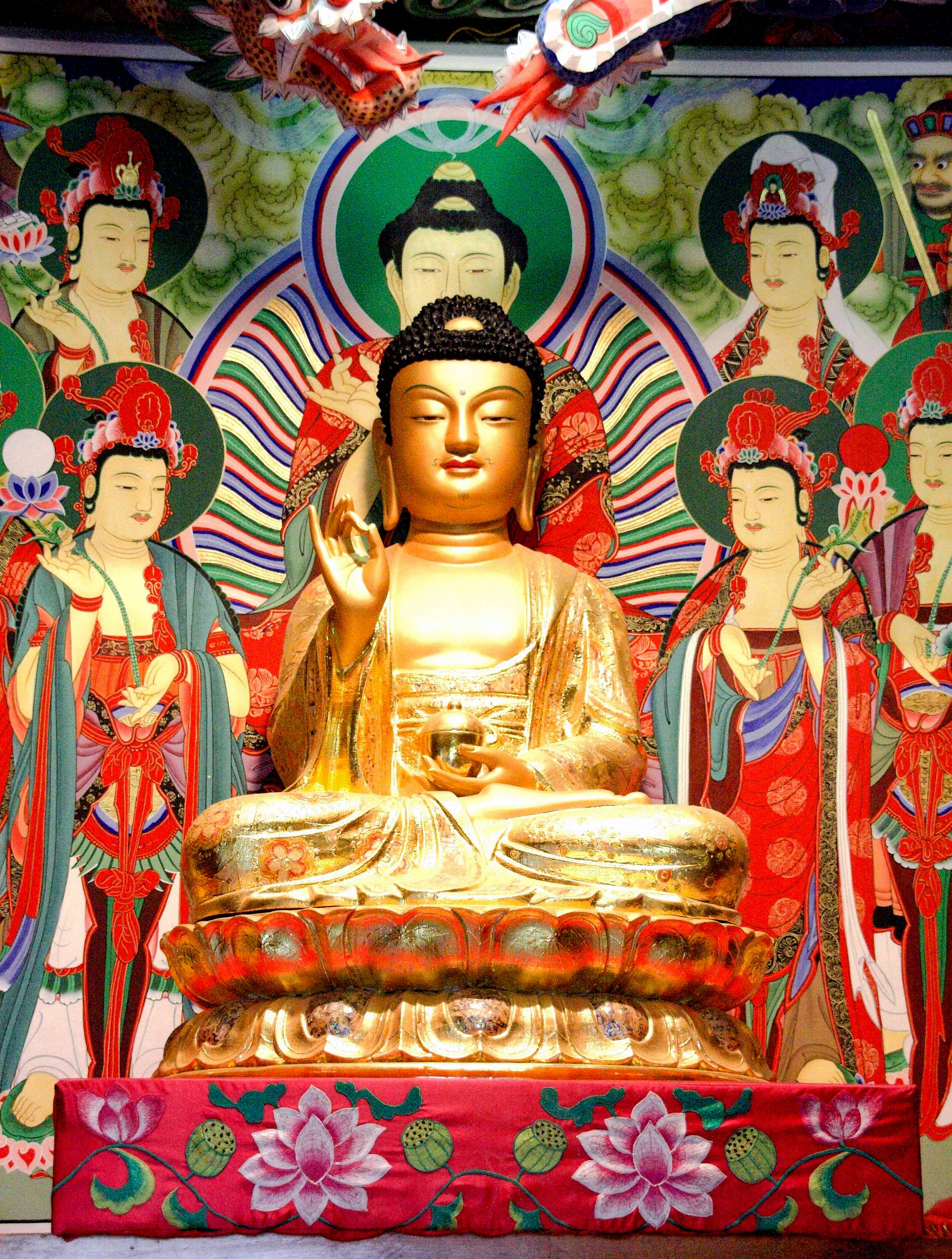
藥師佛與八大菩薩

依《药师经》記载，若有修弥陀净土法门者，或生退转心、生疑心者。如果聽聞到藥師佛的名號能夠受持，在临命终时会有八大菩萨前来接引示其道路，隨愿往生極樂世界或淨琉璃世界。这八大菩萨是：文殊師利菩薩、觀世音菩薩、大勢至菩薩、無盡意菩薩、寶檀華菩薩、藥王菩薩、藥上菩薩、彌勒菩薩。

## 十二大將
十二大將也稱作十二藥叉大將，俗稱十二神將，他們是佛教的護法神祇，主要是在《藥師經》裡面記載，守護修持藥師佛法門眾生的十二大將。十二大將每位大將也都各有七千位藥叉作為他們的眷屬，全部合起來共有八萬四千位藥叉護法，在各地保護修持藥師佛法門與修持佛法的眾生。漢傳佛教也將十二大將與十二生肖相對應，認為祂們是佛菩薩的化身。

## 藏傳佛教護法
尚龍護法金剛為藥師佛的不共護法，為藏傳佛教藥師佛殿主供護法之一。深為學習藏醫之僧人供養。法相為身藍色，穿綠袍，三目圆睁，金髮怒張。一手托寶瓶，一手托摩尼寶，以威武之姿半跏趺坐于蓮花上。

## 藥師法門

### 真言
南无薄伽伐帝，鞞杀社窭噜，薜琉璃，鉢喇婆, 喝啰阇也，怛他揭多也，阿啰诃帝，三藐三勃陀耶，怛姪他，唵，鞞殺逝，鞞殺逝，鞞殺社，三沒揭帝，娑婆訶。

नमो भगवते भैषज्य गुरु वैडूर्य प्रभा राजाय तथागताय अर्हते सम्यक्संबुद्धाय। 

namo bhagavate bhaiṣajya guru vaiḍūrya prabhā rājāya tathāgatāya arhate samyaksaṃbuddhāya. 

皈命   世尊     藥      師  琉璃     光    王      如來  應供     正等覺   

तद्यथा, ॐ भैषज्ये भैषज्ये भैषज्य समुद्गते स्वाहा। 
tadyathā, oṃ bhaiṣajye bhaiṣajye bhaiṣajya samudgate svāhā
即說咒曰：嗡    藥在    藥在    藥    發生效力     圓滿成就 

藥師咒一在生病、受傷時誦念，祈求藥師佛加持病人，幫助早日療癒（於食物或飲水誦念一百零八遍，給病人服用）；二是與藥師佛相應，能夠往生藥師佛的佛國淨琉璃世界，也可為亡靈誦念。

### 藥師經
目前流通的漢譯本，主要有大、小本《藥師經》，小本即玄奘大師所譯的《藥師琉璃光如來本願功德經》，大本即義淨大師所譯的《藥師琉璃光七佛本願功德經》。漢語的佛典裡，小本《藥師經》還有其他幾個同本異譯的版本，大本《藥師經》目前只有義淨大師所譯的版本。藥師七佛唯見於大本，小本只介紹了藥師佛一尊佛。且大本還介紹了藥師七佛各自的真言，以及十二藥叉大將法門。

### 藥師佛聖號
藥師佛聖號據《藥師琉璃光如來本願功德經》載為「藥師琉璃光如來」，梵文音譯為「鞞殺社(藥)窶嚕(師)  薜琉璃(琉璃)  跋喇婆(光)  喝囉闍也(王)」（bhaiṣajya-guru-vaiḍūrya-prabhā-rājāya），故完整稱號宜為「藥師琉璃光王如來」，然現在普遍省略「王」字，稱念「南無藥師琉璃光如來」或「南無藥師琉璃光佛」。
梵文、漢文、藏文《藥師經》皆多稱作「藥師琉璃光如來」，漢文、藏文（目前未見梵文本）的《藥師七佛經》，亦以「藥師琉璃光如來」為主。另漢傳佛教也稱之為“消災延壽藥師佛”。

### 儀軌
此佛誓願不可思議，若有人身患重病，死衰相現，眷屬於此人臨命終時晝夜盡心供養禮拜藥師佛，讀誦《藥師琉璃光如來本願功德經》四十九遍，並恭敬如法按該經所示燃四十九燈，掛四十九天之五色綵幡等，其臨命終人得以甦生續命。此種藥師佛之信仰自古代起即十分盛行。
漢傳藥師佛儀軌，以弘一大師所編的《藥師法門修持課儀》，為漢地信奉藥師佛的佛弟子所修持。
藏傳藥師佛儀軌，以明珠多傑所編的《天法藥師佛儀軌》，為藏傳四大教派所傳承修持。

## 图库

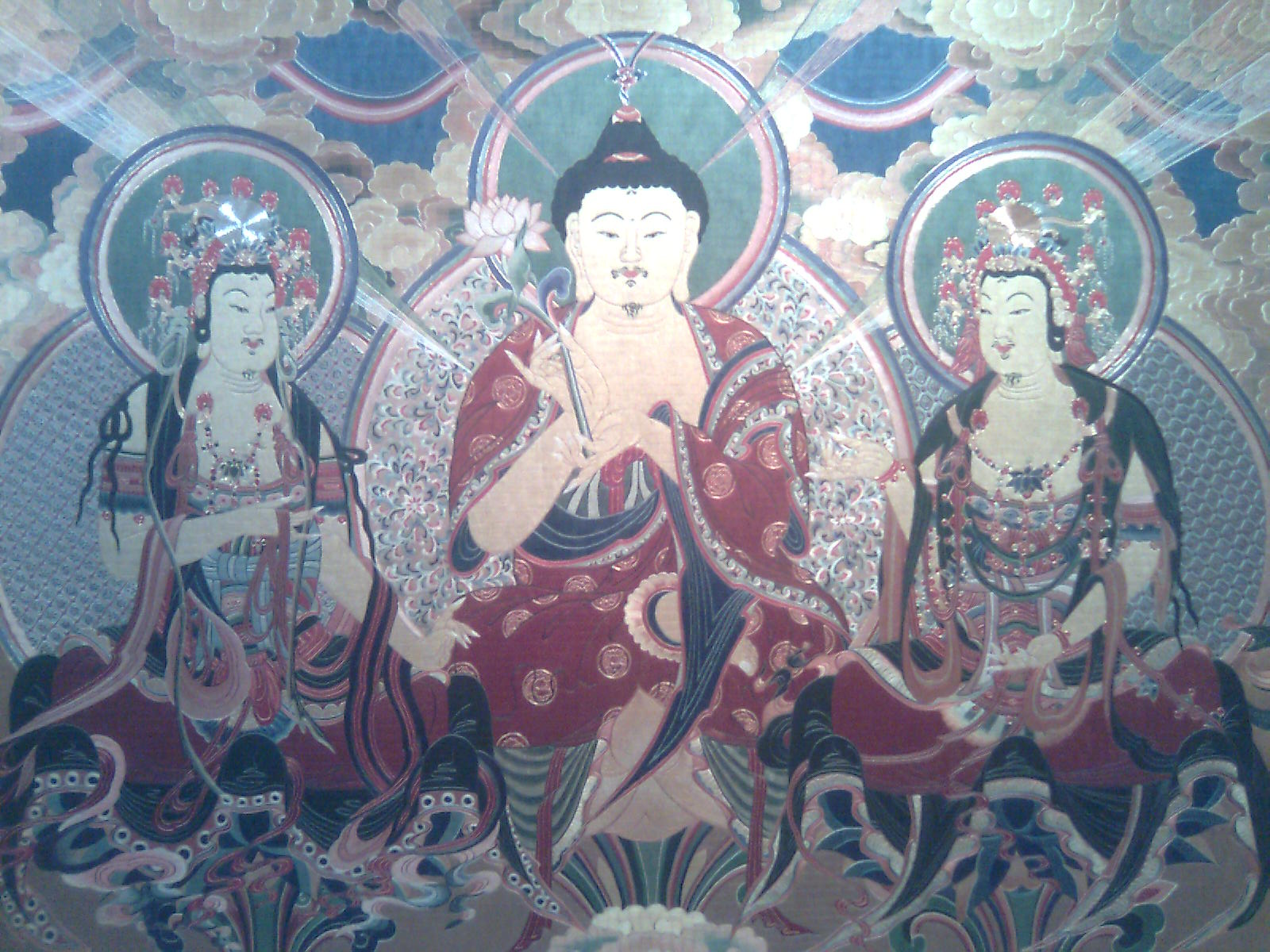
藥師三尊
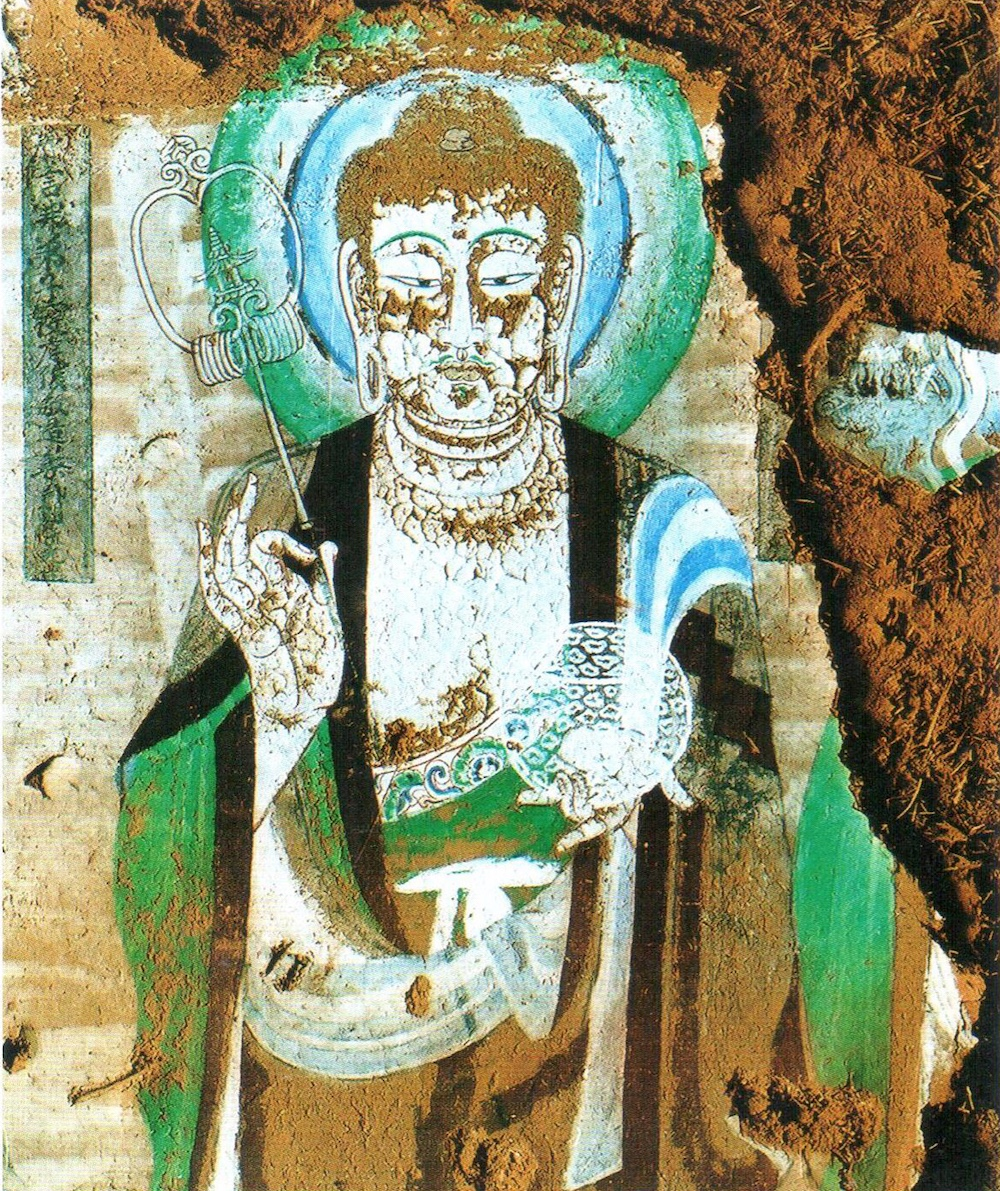
新疆阿艾石窟的唐代药师佛壁画
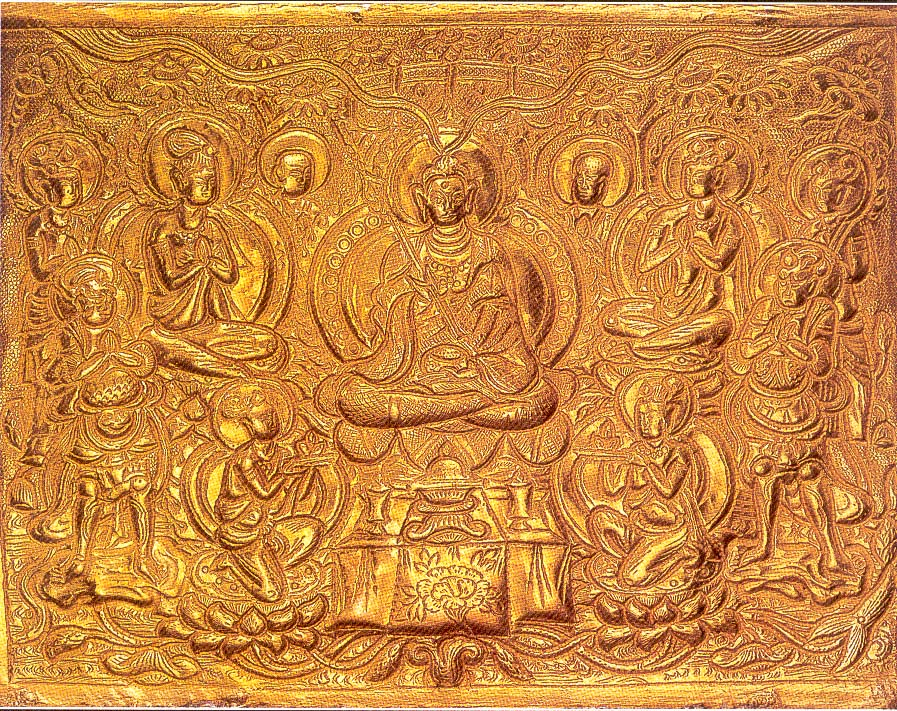
法門寺第四重寶函(左側邊)藥師曼荼羅

## 外部連結
- 中華民國內政部全國宗教資訊網
  - 藥師佛簡介 （页面存档备份，存于）
- 日本國奈良國立博物館
  - 薬師如来坐像 （页面存档备份，存于）